# Blbec k večeři (film, 2010)
Blbec k večeři (v originále Dinner for Schmucks) je americký hraný film z roku 2010, který režíroval Jay Roach. Jedná se o remake stejnojmenného francouzského filmu z roku 1998.

## Děj
Tim Conrad pracuje jako finanční analytik v investiční společnosti v Los Angeles. Rád by se v kariéře posunul a usiluje získat jako klienta bohatého švýcarského obchodníka Martina Muellera. Jeho šéf Lance Fender ho pozve na večeři, na kterou musí každý pozvaný přivést výstředního hosta se zvláštní zálibou. Manažer, který pozve nejpodivnější osobu, zvítězí. Tim tak vidí možnost povýšení. Když omylem srazí svým autem Barryho Specka, který sbíral ze silnice mrtvou myš, ze kterých vytváří loutková dioramata, Tim si uvědomí, že Barry je dokonalý blbec k večeři. Toto setkání ovšem Timův soukromý i profesionální život obrátí vzhůru nohama.

## Obsazení
| Steve Carell       | Barry Speck    |
| Paul Rudd          | Tim Conrad     |
| Zach Galifianakis  | Therman Murch  |
| Jemaine Clement    | Kieran Vollard |
| Stéphanie Szostak  | Julie          |
| Lucy Punch         | Darla          |
| Bruce Greenwood    | Lance Fender   |
| David Walliams     | Martin Mueller |
| Ron Livingston     | Caldwell       |
| Larry Wilmore      | Williams       |
| Kristen Schaal     | Susana         |
| P. J. Byrne        | Davenport      |
| Andrea Savage      | Robin          |
| Nick Kroll         | Josh           |
| Randall Park       | Henderson      |
| Lucy Davenport     | Birgit Mueller |
| Chris O’Dowd       | Marco          |
| Jeff Dunham        | Lewis / Diane  |
| Octavia Spencerová | Nora           |
| Patrick Fischler   | Vincenzo       |
| Eric Winzenried    | Patrick        |
| Nicole LaLiberte   | Christina      |